# Centro di documentatione di storia della psichiatria
Das Centro di documentatione di storia della psichiatria ist ein Museum der Psychiatrie in Reggio nell’Emilia, Italien. Es wurde 1875 von Carlo Livi, Direktor des Psychiatrischen Krankenhauses San Lazzaro, gegründet, um die Fortschritte der Psychiatrie vorzustellen. Es befindet sich im Lombroso-Flügel des ehemaligen San-Lazzaro-Hospitals, benannt nach dem Kriminal-Anthropologen Cesare Lombroso. Etwa 8000 Zeichnungen von Patienten sind erhalten; eine Zeichenschule war vom Psychiater Augusto Tamburini (1848–1919) eröffnet worden.